# Adalbert Eledui

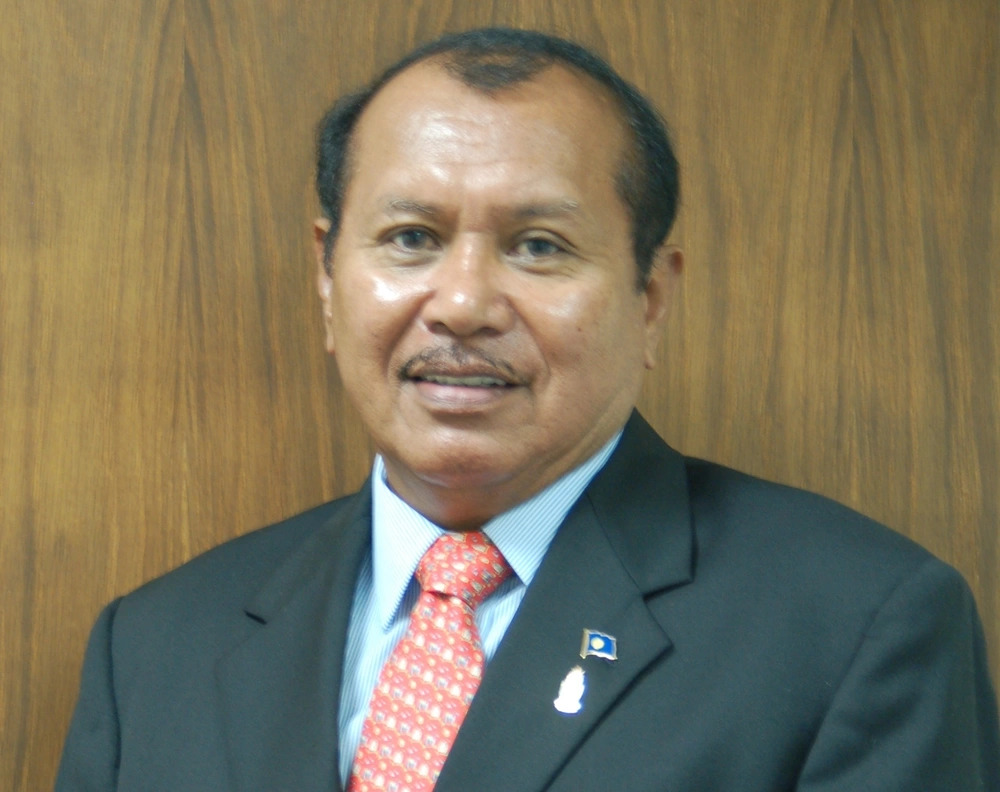
Adalbert Eledui (2009)

Adalbert Eledui (* 5. August 1948; † 14. Dezember 2010 in Koror) war ein palauischer Politiker.
Eledui besuchte die Seventh Day Adventist Elementary School und danach die Palau High School, die er 1968 abschloss. Eledui studierte nun an der University of Guam und trat im Anschluss 1969 in die US-Army ein. Nach einer 23-jährigen Karriere beendete er 1992 seinen Dienst. Zu diesem Zeitpunkt hatte er den Rang eines Sergeant Major inne. Später wurde Eledui für die Regierung des administrativen Staates Koror tätig und wurde Direktor des Department of Conservation and Law Enforcement. Als solcher setzte er sich für den Schutz und den Erhalt der Chelbacheb-Inseln ein.
November 2008 wurde er in den Senat von Palau, das aus neun Mitgliedern bestehende Oberhaus des palauischen Parlaments, gewählt. Als Senator trieb er die Gründung des Coral Reef Research Center voran.
Eledui war verheiratet und hatte eine Tochter. Er war eines der Gründungsmitglieder der Palau Conservation Society.